# 丰后水道

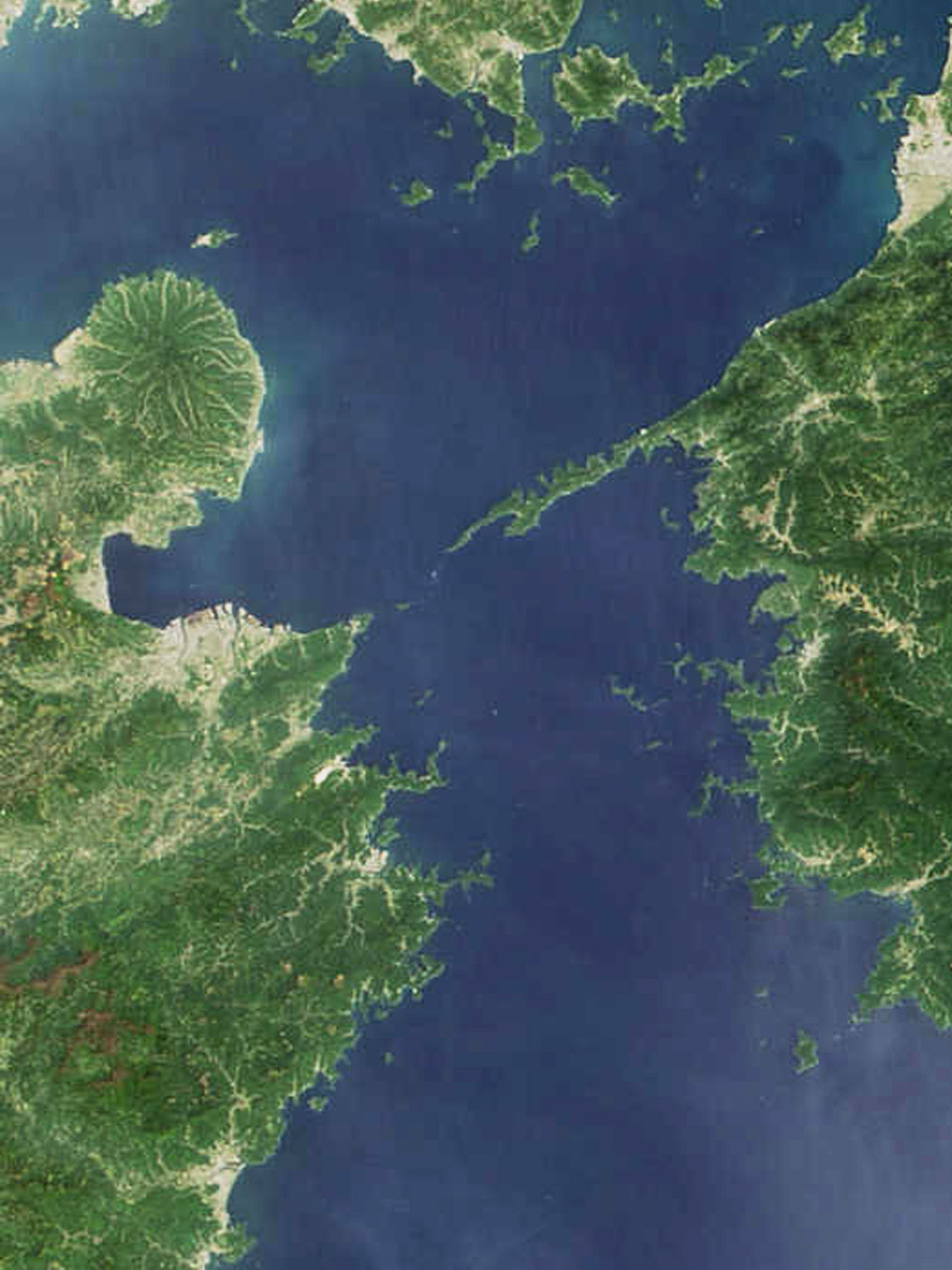
丰后水道（图片中央是丰予海峡南侧海域）

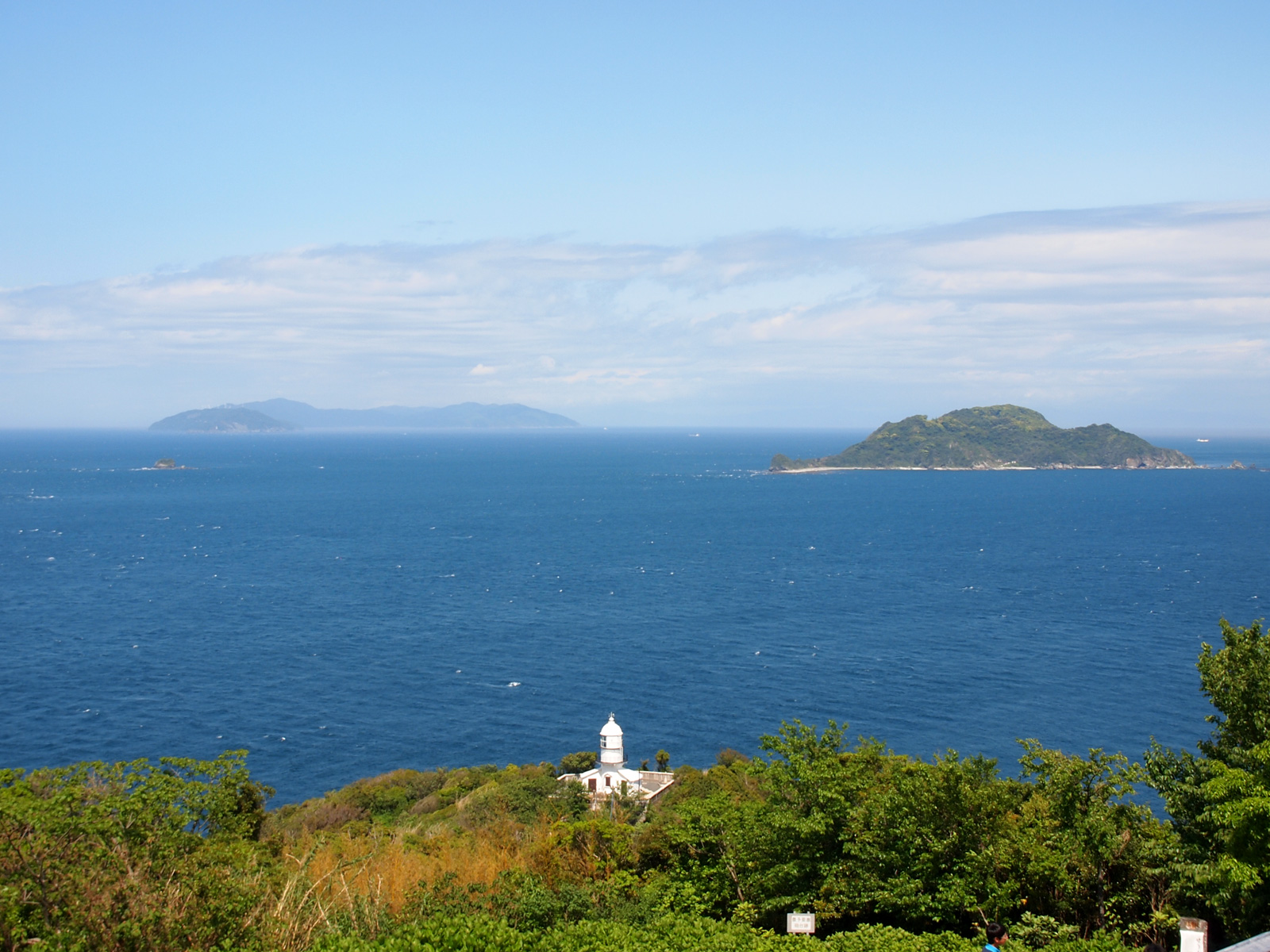
丰后水道，近处是关崎，右边是高岛，左边远处是佐田岬。

豐後水道（日语：／ Bungo suidō */?），是日本九州岛大分县与四国岛爱媛县之间的海峡，南接太平洋（日向滩），北接濑户内海（伊予滩），西为大分县，东为爱媛县，最窄处称丰予海峡，仅有14公里宽。

## 重新测量水深
2009年（平成21年）10月3日，一艘澳大利亚籍液化天然气载运船向日本海上保安厅汇报，其在丰后水道航行时发现航海图上未记载的浅水水域。海上保安厅随即发布航行警报。同月12日紧急派遣测量船“海洋”号前去，测量结果发现原本航海图上标记水深约90米处新发现一块直径约400米高起区域，最浅处水深约35米。同月22日发表声明宣布新测量出的水深不会对船舶航行造成安全问题。。
该区域所属海域最初在1940年（昭和15年）测量，没检测出这块浅水水域是由于彼时技术条件制约。

## 所经航路
- 国道九四渡轮
  - 佐贺关港 - 三崎港
- 九四オレンジ轮渡
  - 臼杵港 - 八幡滨港
- 宿毛轮渡
  - 佐伯港 - 宿毛港
- 宇和岛运输轮渡
  - 八幡滨港 - 別府港
  - 八幡滨港 - 臼杵港